# Žehnací kříž

Pravoslavné kříže:
řecký rovnoramenný
osmikonečný (ruský pravoslavný)
řecký
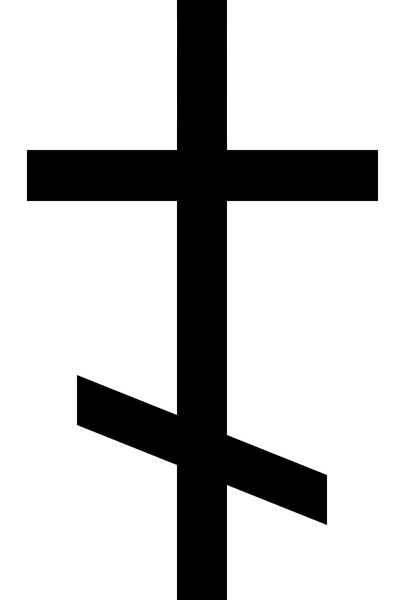
ruský
byzantský
bulharský
srbský
srbský tetragrammický
etiopský
koptský
makedonský

Žehnací kříž je ve východním křesťanství – pravoslavných a katolických církví byzantského obřadu – kříž, který drží v ruce kněz nebo biskup, aby udělil přítomným požehnání. Často je vyroben z drahých kovů, zdobený smalty a drahokamy nebo polodrahokamy. Může také nést ikony Bohorodičky, svatého Jana Křtitele, čtyř evangelistů nebo proroků. V římskokatolické církvi není užíván.

## Užití
Žehnací kříž je uložen na prestolu a používá se pouze v určitých časech během liturgie, zejména při propouštění věřících, kdy jím kněz uděluje závěrečné požehnání. V některých farnostech po božské liturgii věřící přistupují, aby políbili kříž.
Často se zde objevuje ikona Ukřižování Ježíše Krista s písmeny IC XC / NIKA (Ježíš, Kristus / Vítěz). Kříž může mít dvě tváře: s ikonou Ukřižování na jedné straně a ikonou Vzkříšení na straně druhé. Stranou s ikonou Vzkříšení se o nedělích a velikonočních svátcích žehná směrem k lidem.

## Galerie

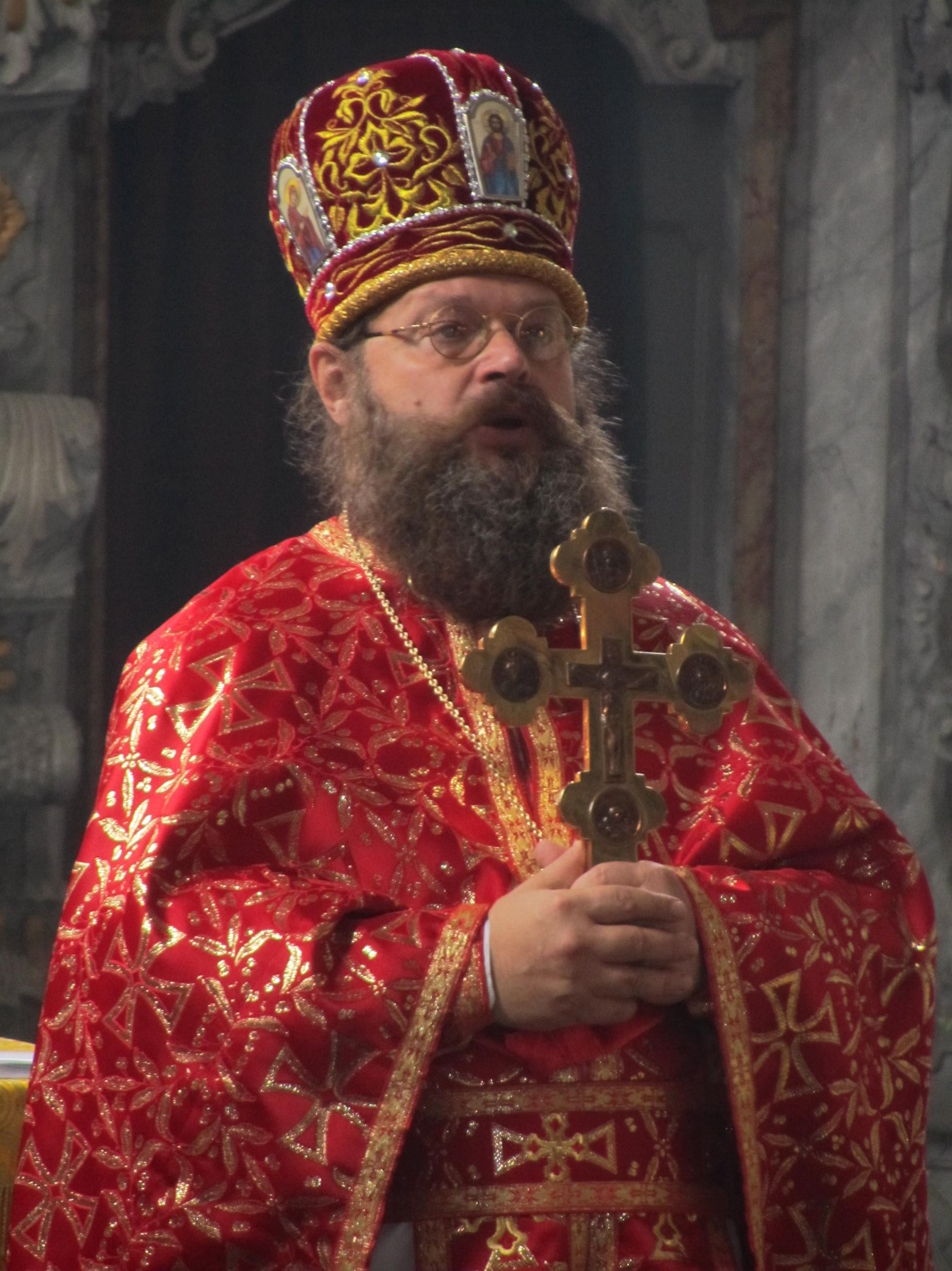
Pravoslavný archimandrita Marek (Krupica) s žehnacím křížem řeckého typu
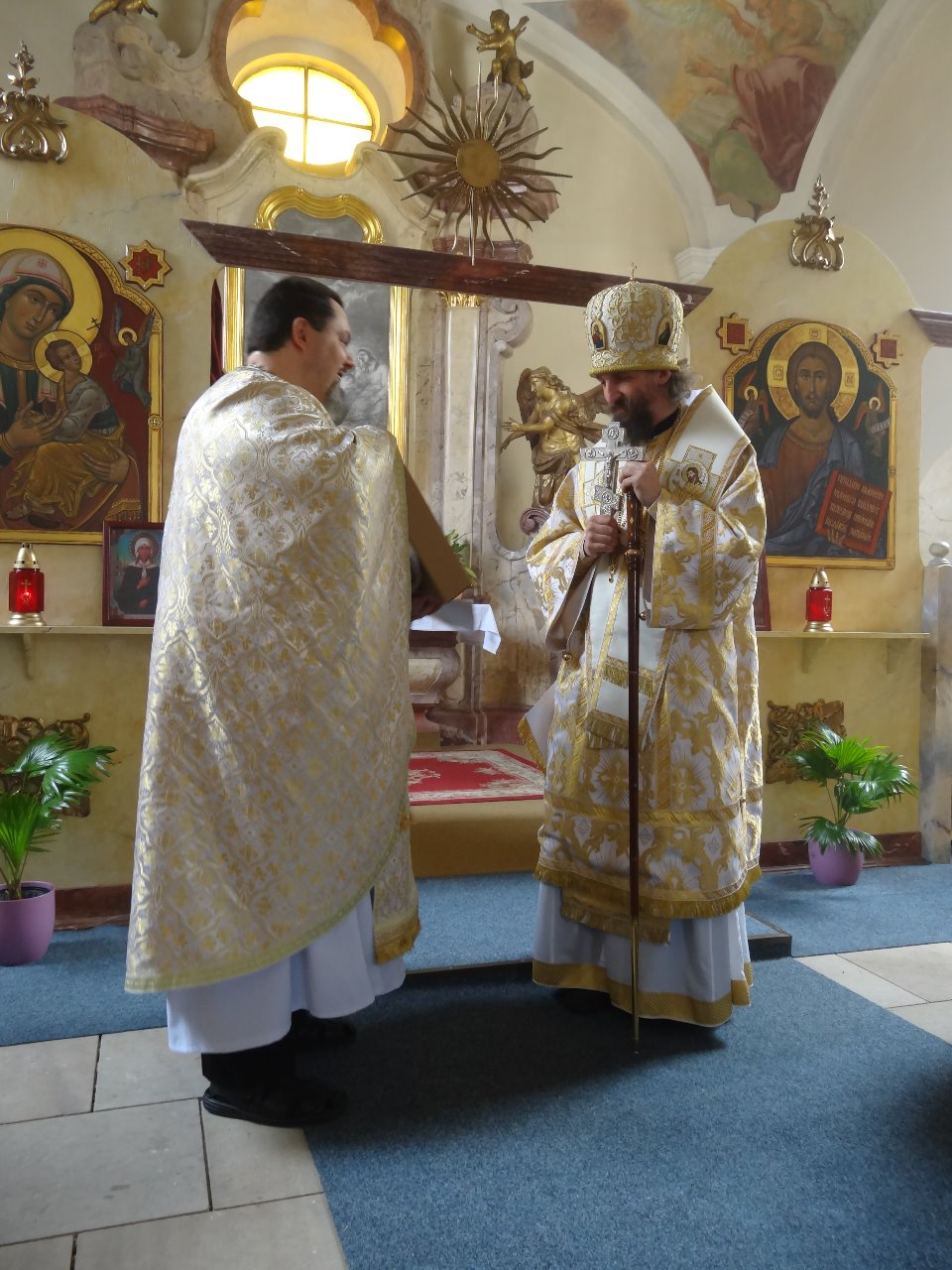
Arcibiskup Jáchym s žehnacím křížem ruského typu v pravé ruce a farář Miroslav Šantin v roudnickém chrámu sv. Josefa Snoubence
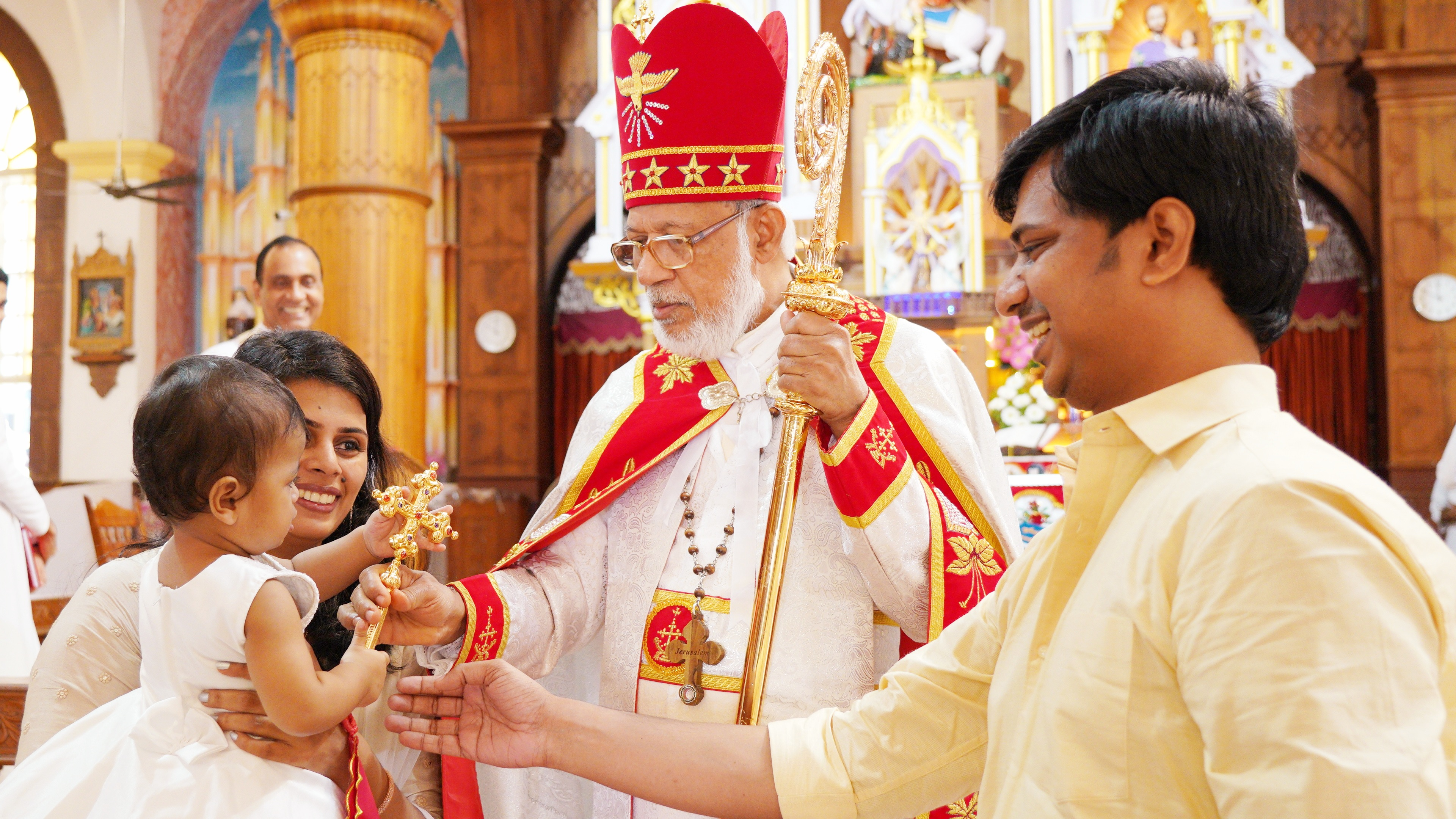
Syrsko-malarabský arcibiskup George kardinál Alencherry s žehnacím křížem
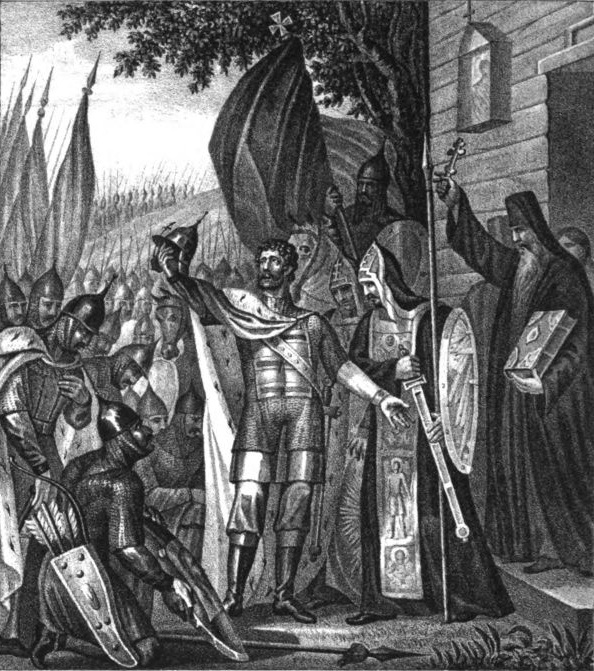
Sergej Radoněžský s žehnacím křížem žehná Dmitriji Donskému